# Battaglia di Eretria
La battaglia di Eretria fu una vittoria navale spartana avvenuta durante la guerra del Peloponneso.

## Preludio
Durante la primavera del 411 a.C., gli Eretriani espulsero gli Ateniesi da Oropo coll'aiuto dei Beoti. Questa città era un punto strategico per Atene perché permetteva di controllare tutta l'Eubea; inoltre tutto il traffico commerciale passava per la città. Gli Eretriani speravano nell'aiuto di Sparta per mettere fine al dominio ateniese sull'Eubea.

## Battaglia
Alla fine dell'estate del 411 a.C., una grande flotta spartana si diresse verso l'Eubea. Gli Ateniesi tentarono di impedire agli Eubei di cambiar parte mandando ad Eretria una flottiglia comandata da Timocare; nonostante ciò, gli Eretriani aiutarono gli Spartani.
Mentre gli Ateniesi erano nel porto di Eretria per ottenere dei rifornimenti, gli Eretriani informarono l'ammiraglio spartano Agesandrida con un fuoco segnaletico del fatto che era il momento buono per attaccare.
Gli Ateniesi si imbarcarono rapidamente ma furono sconfitti nella battaglia navale che ne seguì.
Sconfitti, tentarono di trovare rifugio ad Eretria, ma furono uccisi dagli abitanti della città; sopravvissero solo quelli che decisero di andare al forte ateniese della città (che probabilmente era sulla penisola di Pezonisi).

## Conseguenze
Dopo la battaglia, tutta l'Eubea passò dalla parte degli Spartani, ad eccezione della cleruchia di Oreo, che gli Ateniesi riuscirono a difendere col loro esercito.
Quando la notizia della defezione dell'Eubea giunse ad Atene, il popolo fu ancor più disperato che per la perdita della Sicilia, dato che l'Eubea era vitale per gli approvvigionamenti.
Gli Ateniesi, sconvolti, convocarono immediatamente un'assemblea alla Pnice, nella quale deposero la Boulé dei Quattrocento, in carica da quattro mesi, e diedero il potere all'Assemblea dei Cinquemila, i cui corrispondenti corrispondevano al numero di opliti presente in città; Tucidide commenta che questa fu la prima volta che Atene fu ben governata.